# عملیات الماس

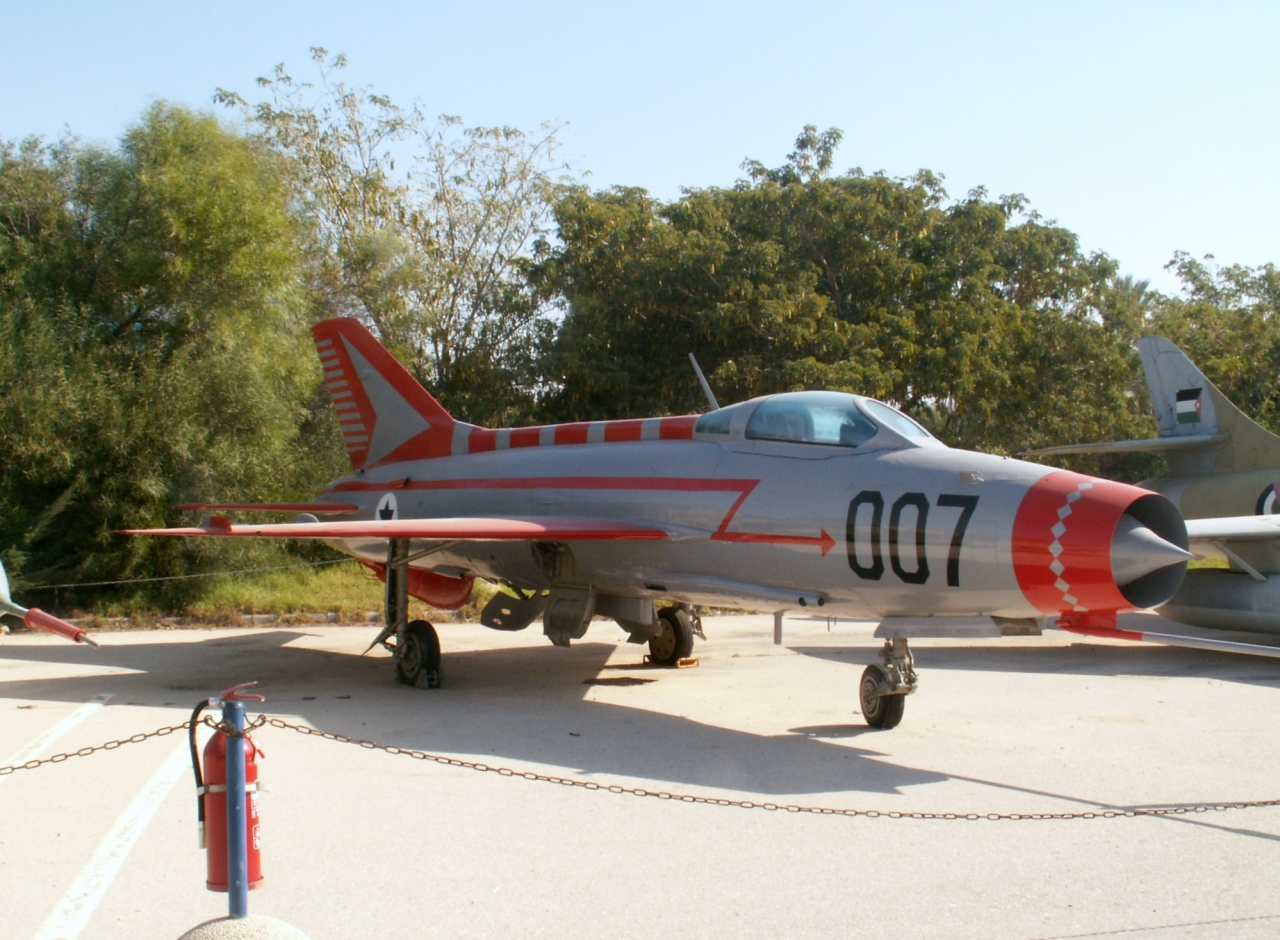
میگ-۲۱ که در عملیات الماس ربوده شد و هم‌اکنون در موزه‌ای در اسرائیل قرار دارد.

عملیات الماس (عبری: מִבְצָע יַהֲלוֹם، Mivtza Yahalom) نام یک عملیات محرمانهٔ موساد با هدف ربودن یک هواپیمای جنگندهٔ میگ-۲۱ ساخت شوروی بود که از سال ۱۹۶۳ آغاز گردید و ۳ سال به طول انجامید. در آن زمان، این جنگنده یکی از قوی‌ترین مدل‌های موجود در دنیا بود و اطلاعات زیادی از قابلیت‌هایش به دست کشورهای غربی نرسیده بود.

## پیشینه و ربایش

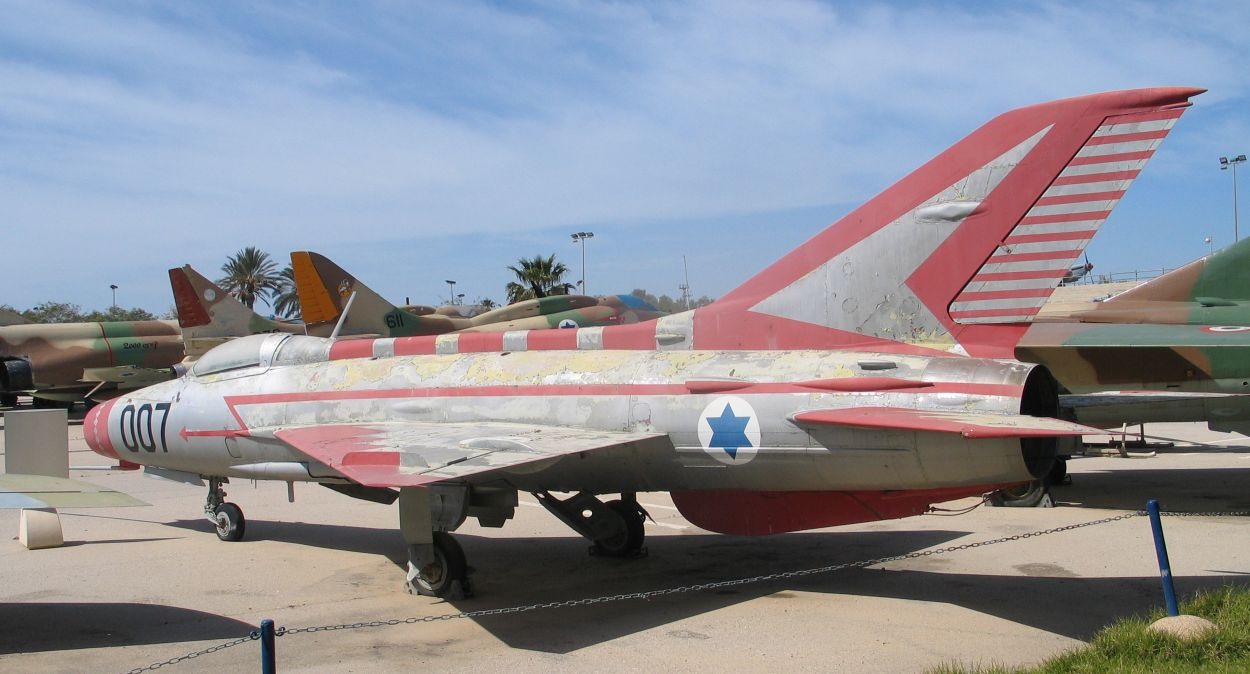

از آنجا که شوروی تعداد زیادی از این جنگنده را به عراق، مصر و سوریه فروخته بود، نخستین تلاش موساد در مصر انجام گرفت. آن‌ها با قول تحویل یک میلیون دلار، به یک خلبان مصری پیشنهاد کردند که با یک فروند میگ-۲۱ به خاک اسرائیل فرار کند. اما خلبان مزبور با گزارش کردن این قضیه به فرمانده‌هانش، موجب دستگیری چهار جاسوس و اعدام دو نفرشان شد.
تلاش دوم هم در مصر انجام گرفت ولی نتیجهٔ مثبتی نداشت. تا این‌که در سال ۱۹۶۴ یک خلبان آشوری عراقی، به‌نام «منیر ردفا» را به کاردار سفارت اسرائیل در تهران معرفی کرد. ردفا به‌خاطر پیوندهای فامیلی با اقلیت مسیحی عراق مورد اعتماد سازمان امنیت عراق قرار نگرفته بود که به همین دلیل مقام او ثابت مانده و هیچ‌گونه ارتقایی نداشت. همچنین او به عنوان یکی از مخالفان بمباران کردهای عراق شناخته شده بود. از این رو، مسیرهای پروازی او کوتاه انتخاب می‌شد و هواپیمایش همیشه تنها تا نیمهٔ باک سوخت‌گیری می‌شد.
سازمان موساد با عزم به بهره‌برداری از نارضایتی او برنامه‌اش را به اجرا گذاشت. علاوه بر یک میلیون دلار دستمزد، اعطای ملیت اسرائیلی و یک شغل تمام وقت به او قول داده شد. ردفا شرط نجات دادن همسر، فرزندان و پدر و مادرش از عراق را به آن اضافه کرد.
در ۱۹۶۶ تعداد زیادی جاسوس اسرائیل به عراق وارد شدند تا عملیات را پیش ببرند. ابتدا همسر و فرزندان ردفا بدون اطلاع داشتن از عملیات، در یک سفر تفریحی به اروپا فرستاده شدند. پدر و مادر و چندین نفر از خویشان او به مرز ایران برده و تحویل کردهای ایران داده شدند. سپس ردفا با یک فروند میگ ۲۱ از سمت مرز اردن به طرف اسرائیل پرواز کرد که بلافاصله با سه میراژ اسرائیلی اسکورت شد و در حالی در اسرائیل فرود آمد که آخرین قطرات سوختش را مصرف می‌کرد.
ارتش اسرائیل نام ۰۰۷ را بر جنگندهٔ فراری گذاشت و تست‌های پروازی و نبردهای هوایی آزمایشی زیادی با آن انجام داد تا نقاط ضعف و قوتش را بررسی کند. این تجربه باعث شد که نیروی هوایی اسرائیل در نبرد ۱۹۶۷ بر فراز بلندی‌های جولان، ۶ فروند میگ-۲۱ سوری را نابود کند، بدون این‌که به نیروهای خودی آسیبی وارد شود.
در ۱۹۶۸ جنگندهٔ ۰۰۷ به آمریکا قرض داده شد تا در آنجا هم مورد بازرسی قرار گیرد. با این کار، آمریکا که تا آن زمان در برابر اصرارهای اسرائیل به تحویل جنگنده‌های فوق پیشرفتهٔ فانتوم اف-۴ رغبتی نشان نداده بود، در موقعیتی قرار گرفت که مجبور به تحویل آن‌ها شد.